# بيتر فرازير (مصور)
بيتر فرازير (بالإنجليزية: Peter Fraser)‏ هو مصور بريطاني، ولد في 1953 في كارديف في المملكة المتحدة.

## وصلات خارجية
- الموقع الرسمي